# Peryfyzoidy
Peryfyzoidy, peryfizoidy lub parafyzy apikalne – rodzaj płonnych strzępek występujących w owocnikach niektórych grzybów. Są to krótkie strzępki wyrastające ze ścian owocnika w górnej jego części, powyżej worków. Występują np. u gatunków z rodziny gruzełkowatych (Nectriaceae). Peryfyzoidy rosną w dół owocnika pomiędzy workami, nigdy jednak nie dorastają do samej podstawy owocnika. Mają wolne końce niełączące się z żadnymi innymi strzępkami owocnika.
Oprócz perafyzoidów w hamatecjum (czyli zbiorze płonnych elementów owocnika) mogą się znajdować wstawki, nibywstawki, parafyzoidy i peryfizy. Obecność tych elementów i ich morfologia mają duże znaczenie przy oznaczaniu wielu gatunków grzybów, zwłaszcza mikroskopijnych.